# Jaap Eden
Jacobus Johannes „Jaap“ Eden (19. října 1873 Groningen – 2. února 1925 Haarlem) byl nizozemský sportovec, který se věnoval rychlobruslení, cyklistice, bandy i fotbalu. Je jediným mužem v historii, který získal titul mistra světa v cyklistice i rychlobruslení.
Na neoficiálním mistrovství světa v rychlobruslení ve víceboji mužů debutoval v roce 1891, kdy skončil třetí v závodě na půl míle. Vítězem celkové klasifikace šampionátu se stal v letech 1893 (první oficiální mistrovství světa), 1895 a 1896. Byl také držitelem prvního světového rekordu uznávaného Mezinárodní bruslařskou unií: 2 minuty 35 sekund na 1500 metrů ze dne 11. ledna 1893. V letech 1894 až 1900 byl v čele žebříčku Adelskalender.
Byl mistrem Nizozemska v cyklistickém silničním závodě v letech 1893 a 1894, na mistrovství světa v dráhové cyklistice vyhrál závod na deset kilometrů v roce 1894, ve sprintu získal zlatou medaili v roce 1895 a stříbrnou v roce 1894. V roce 1896 vyhrál také sprint na mistrovství Evropy v dráhové cyklistice. Od roku 1896 se cyklistice věnoval profesionálně.
Fotbal hrál za klub HFC Haarlem.
Od roku 1972 získávají nizozemští sportovci roku sošku Jaapa Edena. Je po něm pojmenována také rychlobruslařská dráha v Amsterdamu.